# Степаненко, Антон Евгеньевич
Анто́н Евге́ньевич Степане́нко (5 июля 1965, Москва) — российский военный журналист, телеведущий. Военный корреспондент ВГТРК (с 2017 года), в прошлом — специальный корреспондент «Первого канала» (1997—2016). Член Академии российского телевидения с 2007 года. Награждён орденом Мужества, орденом «За личное мужество», медалями.

## Биография
Родился 5 июля 1965 года в Москве.
Окончил Институт стран Азии и Африки при МГУ по специальности «переводчик языка сингали». Работал корреспондентом в Агентстве печати «Новости» (АПН), в агентстве «Интерфакс».
С 1997 по 2016 год — на «Первом канале». Сначала работал военным корреспондентом в программе «Время с Сергеем Доренко». С июня 1998 по апрель 2016 года — специальный корреспондент отдела корреспондентов Службы эфира Дирекции информационных программ АО «ОРТ» (впоследствии — ОАО «Первый канал»). Работал для телевизионных передач «Авторская программа Сергея Доренко», «Новости», «Время» и «Времена». Был в «горячих точках»: в Югославии,Южной Осетии, Чечне, Ираке, Судане, Республике Чад, Таджикистане, Афганистане, Бейруте. Освещал цветные революции в Кыргызстане и межнациональные столкновения в Оше, войну в Сирии и войну на востоке Украины.
Работал во время террористического акта на Дубровке, вёл репортажи в дни теракта в Беслане, в Южной Осетии в ходе войны в Грузии в августе 2008 года.
Автор документальных фильмов о войне в Грузии «Раны Цхинвала» (показан на «Первом канале» в августе 2008 года) и «Цхинвал. Жизнь после войны» (показан там же годом позже). В ноябре 2013 года был показан его другой документальный фильм — «Солдаты напрокат», рассказывающий о частном военном бизнесе, а в ноябре 2014 года — фильм «Всем миром: новоселье» в жанре отчёта о том, как изменилась жизнь пострадавших от наводнения на Дальнем Востоке за год.
С февраля 2017 года — журналист Всероссийской государственной телевизионной и радиовещательной компании (ВГТРК). Периодически вёл программу «Вести в 23:00» (со 2 февраля) и линейный эфир выпусков новостей (с 14 февраля) телеканала «Россия-24». В марте — апреле 2017 года в качестве корреспондента освещал военную операцию по освобождению Мосула, в октябре того же года вновь работал в Сирии.
В 2019 году вышел его совместный с М. Дураевым документальный фильм «Приговорённые к забвению» о геноциде карачаевского народа войсками НКВД в годы ВОВ.

## О себе
Ненавижу работать в Москве. После 2 недель сидения портится настроение, и начинаю нудиться. Эту мою особенность на канале знают. И, либо меня отправляют в командировку, либо я сам как-то, куда-то выпихиваюсь. Но только поскорее из Москвы. Чем хуже, тем лучше. В том смысле, что чем непригляднее место, тем интереснее. Не полусонная, скажем там, Голландия, а угарный Афганистан, не гламурная Франция, а взъерошенный Ирак, и так далее.
— Антон Степаненко

## Санкции
7 января 2023 года, на фоне вторжения России на Украину, внесён в санкционные списки Украины, так как «он распространяет кремлевские пропагандистские нарративы для оправдания действий России». Санкции предполагают блокировку активов, полное прекращение коммерческих операций, остановку выполнения экономических и финансовых обязательств.

## Награды
- Орден «За личное мужество» (9 января 1994 года) — за мужество и самоотверженность, проявленные при исполнении профессионального долга в условиях, сопряжённых с риском для жизни[29]
- Медаль ордена «За заслуги перед Отечеством» II степени (27 ноября 2006 года) — за большой вклад в развитие отечественного телерадиовещания и многолетнюю плодотворную деятельность[30]
- Орден Дружбы (Южная Осетия, 25 декабря 2008 года) — за объективное освещение событий в период вооруженной агрессии Грузии против Южной Осетии в августе 2008 года[31]
- Орден Мужества (2009 год)[32]
- Медаль «Участнику военной операции в Сирии» (2019 год)[33]
- Памятная медаль «Участнику специальной военной операции» (Росгвардия) (19 января 2023)[34]